# Fronteira Botswana–Zâmbia

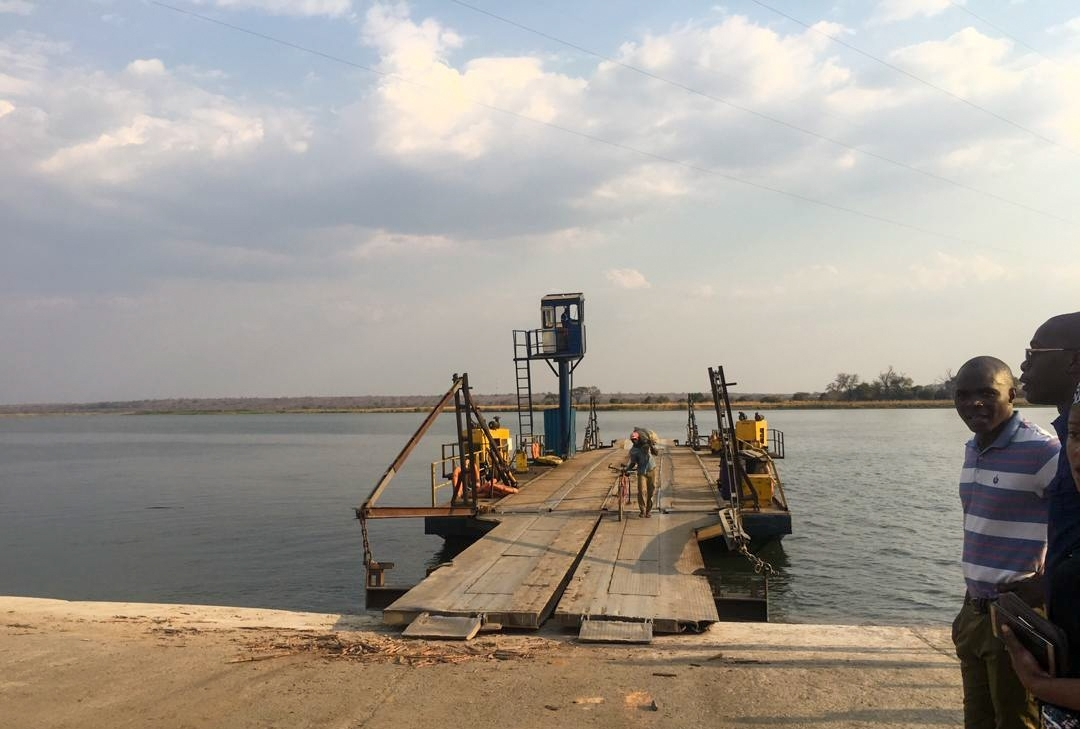
Balsa

A fronteira entre Botswana e Zâmbia é um trecho curto, com 2 km de extensão, do Rio Zambeze situado junto a cidade de Kasane em Botsuana, separando o país do território da Zâmbia que lhe fica ao norte. Essa fronteira é servida por ferryboat em Kazungula, serviço de duas balsas  tipo "ferry boat pontoon" que fazem a travessia de pessoas e veículos através dos 400 metros de largura do Zambeze nesse ponto.
Esse curto trecho fronteiriço de Kazungula fica entre duas tríplices fronteiras muito próximas, sendo por isso confundido com uma quádrupla fronteira:
- Namíbia (província de Caprivi-Faixa de Caprivi) - Botsuana - Zâmbia
- Zimbábue - Botsuana - Zâmbia